# Naum Conevski
Naum Conevski (født 13. maj 1949, Odri i Makedonien i det daværende Jugoslavien) idømtes den 26. juni 1985 af et nævningeting i Østre Landsret livsvarigt fængsel for et dobbeltdrab begået tidligt om morgenen den 20. maj 1984 mod 2 unge mænd, som havde slået lejr ved området Femøren på Amager Strand.

## Dom for voldtægt af taxakunde
Conevski arbejdede som københavnsk taxichauffør og blev i januar 1981 anklaget af en kvindelig taxikunde for voldtægt.
Han fandtes skyldig og idømtes 30 måneders fængsel.
Efter afsoning af 16 måneders fængsel blev Conevski løsladt. Voldtægtsdommen blev efter en længere pressedækning af især Ekstra Bladet indklaget til den Særlige Klageret, og sagen blev genoptaget ved Østre Landsret, som frikendte Conevski for alle tidligere anklager.

Voldtægtssagen har været gennemgået i en dokumentar på DR2.

## Dobbeltdrabet på Femøren
Natten mellem 19. og 20. maj 1984 havde tre kammerater fra ungdomsklubben Stjernen på Amager, 20-årige Enrico Per Nielsen, 16-årige Brian John Petersen og 16-årige Dennis Ruben Andersen, slået lejr ved Femøren, men blev ud på morgenen antastet og truet af en fløjtende pistolbevæbnet fremmed mand, som på klos hold dræbte de to førstnævnte. Dennis Andersen blev også forsøgt dræbt, men nåede at flygte i skjul. Han anmeldte kl. 4.27 skyderiet til politiet og beskrev gerningsmanden som fremmedarbejder.
Under efterforskningen blev der fundet projektiler i kaliber 38 og en kniv, som gerningsmanden havde taget fra drengene og brugt til at skære dækkene på deres cykler op. På kniven fandt man et svagt fingeraftryk. Undersøgelse af projektilerne tydede på, at mordvåbenet måtte være en Colt-pistol med venstreløbet riffelgang.
Efter en efterlysning i medierne viste det sig, at mordvåbenet sandsynligvis var stjålet måneden inden fra en tandlæge, som mistænkte den makedonske taxachauffør Conevski for tyveriet.
Hjemvendt fra ferie i Makedonien blev Naum Conevski anholdt i Københavns Lufthavn og varetægtsfængslet. Efter nogen tid fandt politiet frem til en garage, som Conevski havde lejet i Københavns Sydhavn, hvor man fandt mordvåbnet.
Retslægerådet vurderede, at Conevski var karakterafviger, men egnet til fængselsstraf.
Den 26. juni 1985 blev Conevski ved et nævningeting i Østre Landsret idømt fængsel på livstid for dobbeltdrabet 20. maj 1984. Ved strafudmålingen blev der lagt vægt på, at han også havde begået drabsforsøg mod en kammerat til de dræbte samt voldtægt mod en kvindelig kunde.
Man fandt senere ud af, at Conevski havde stået bag to andre voldtægter i Københavns-området, som ikke kunne findes tidligere grundet en manglende sammenlægning af politiets systemer.

## Afsoning og udlevering til Makedonien
Efter tre års ophold i Anstalten ved Herstedvester blev Conevski erklæret sindssyg og pålagt et farligheds-dekret og overført til sikringsanstalten ved amtssygehuset i Nykøbing Sjælland.
I januar 1998 blev farligheds-dekretet ophævet, og Conevski blev overflyttet til Sct. Hans Hospital i Roskilde.

Conevski er efter Jugoslaviens opløsning blevet statsborger i Makedonien og har flere gange ansøgt om overførsel til afsoning i hjemlandet.
En dansk delegation af eksperter var i 1999 i Makedonien for at vurdere, om det var forsvarligt at flytte ham til hjemlandet, men afslog ansøgningen efter at have vurderet, at de makedonske myndigheder ikke var i stand til at give en tilstrækkelig psykiatrisk behandling.
Conevski er den person i nyere dansk historie, der har afsonet i længst tid.
I 2012 anbefalede Rigsadvokaten, at han endelig kunne udvises af Danmark og overføres til en psykiatrisk sikringsanstalt i Makedonien.

Grundet modstand fra politiet, Venstres retsordfører Karsten Lauritzen, samt den kammerat, som overlevede drabene, har hjemsendelsen endnu ikke fundet sted.